# Tabacorz
Tabacorz – głazy i wychodnie skalne na potoku Słopniczanka w miejscowości Tymbark w powiecie limanowskim, województwie małopolskim. Znajdują się na wysokości 392 – 396 m n.p.m. u południowych podnóży góry Paproć przy kładce dla pieszych, którą można przekroczyć potok. Słopniczanka w tym miejscu ma całkowicie skaliste koryto z niewielkimi kaskadami i baniorami. Na wystających z nurtu rzeki płytach piaskowca znajdują się ślady pełzania jeżowców pochodzące z okresu Morza Tetydy, które kiedyś pokrywało ten teren.
Tabacorz jeszcze w drugiej połowie XX wieku był wykorzystywany przez miejscową ludność jako dobre kąpielisko. Woda w baniorach miała głębokość dorosłego człowieka. Pod kamieniami metodą „na rękę” łowiono duże okazy pstrągów i kleni. Samoistnie następujące zmiany w korycie rzecznym spowodowane dużymi wylewami podczas powodzi spowodowały, że obecnie woda jest tutaj płytka. Obecnie szerokość koryta rzeki w tym miejscu wynosi 26 m.

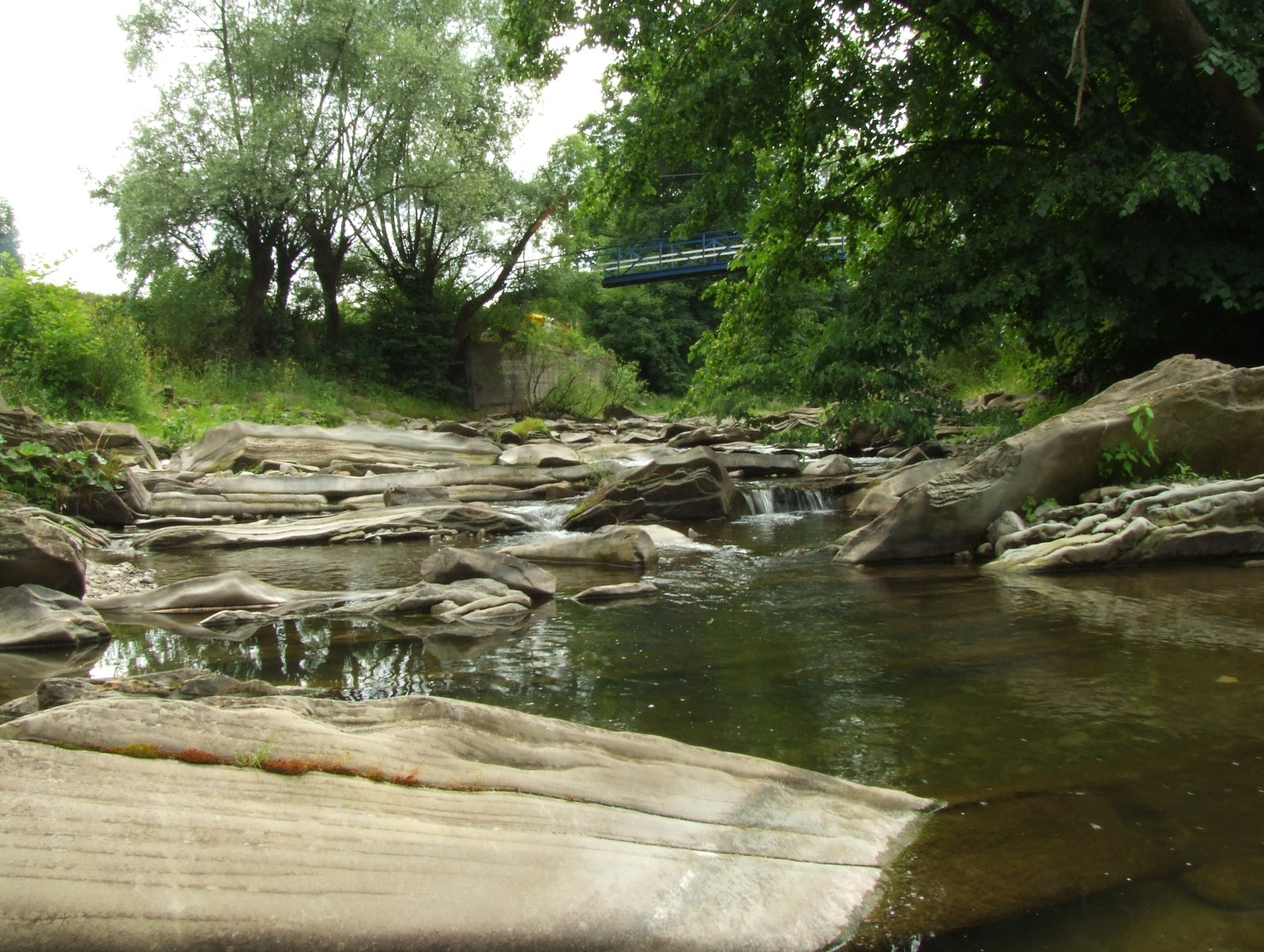
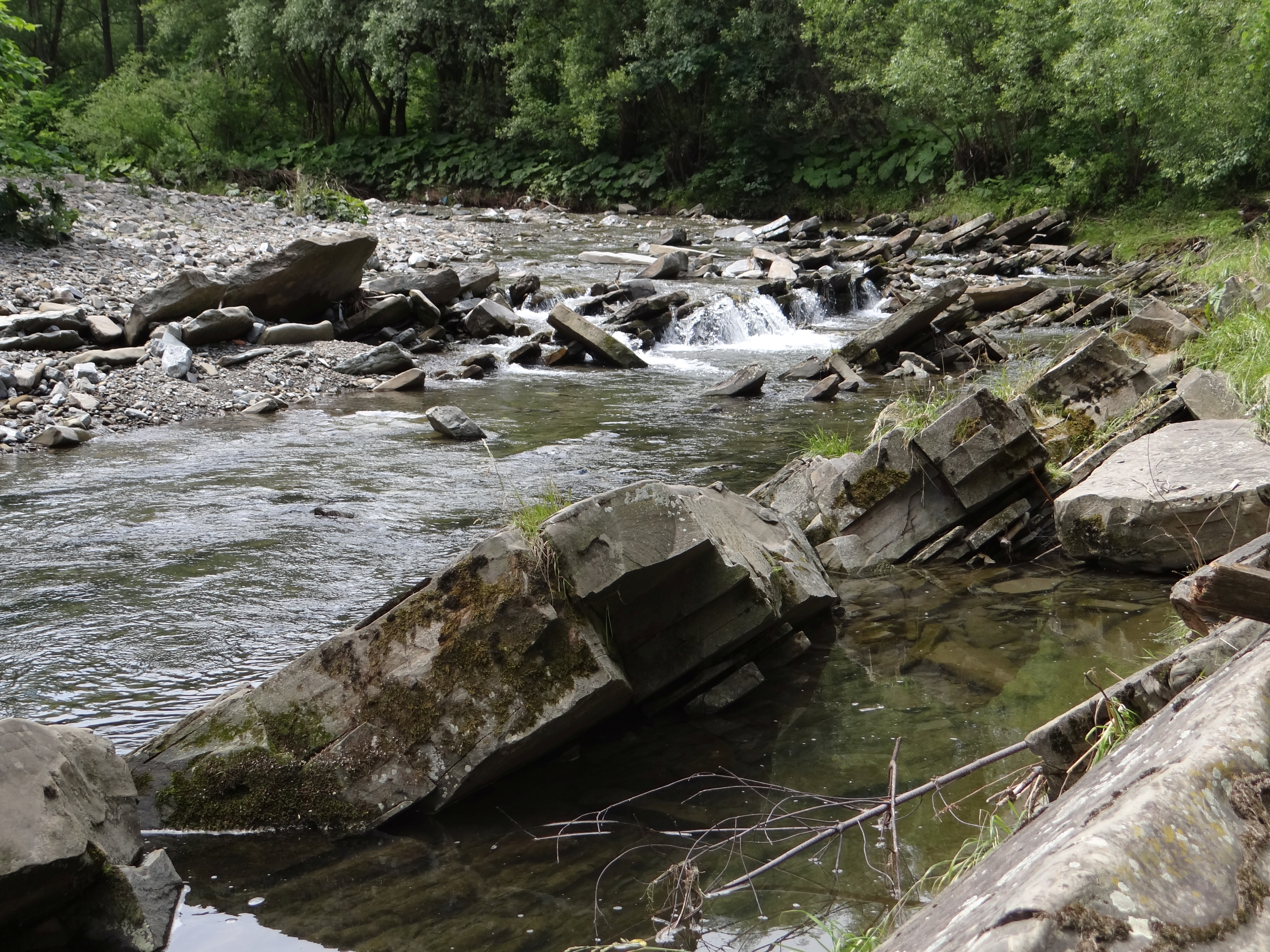
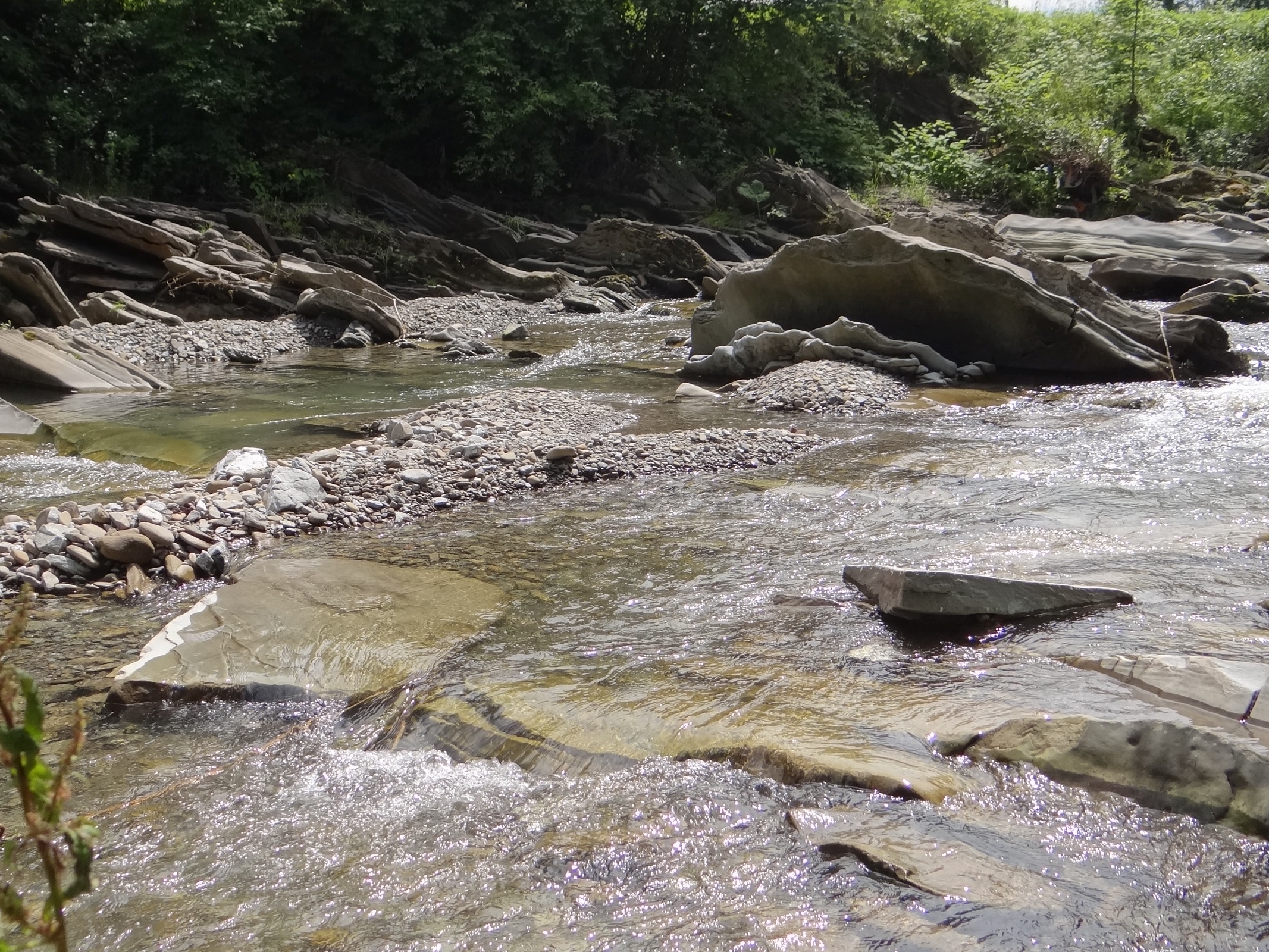
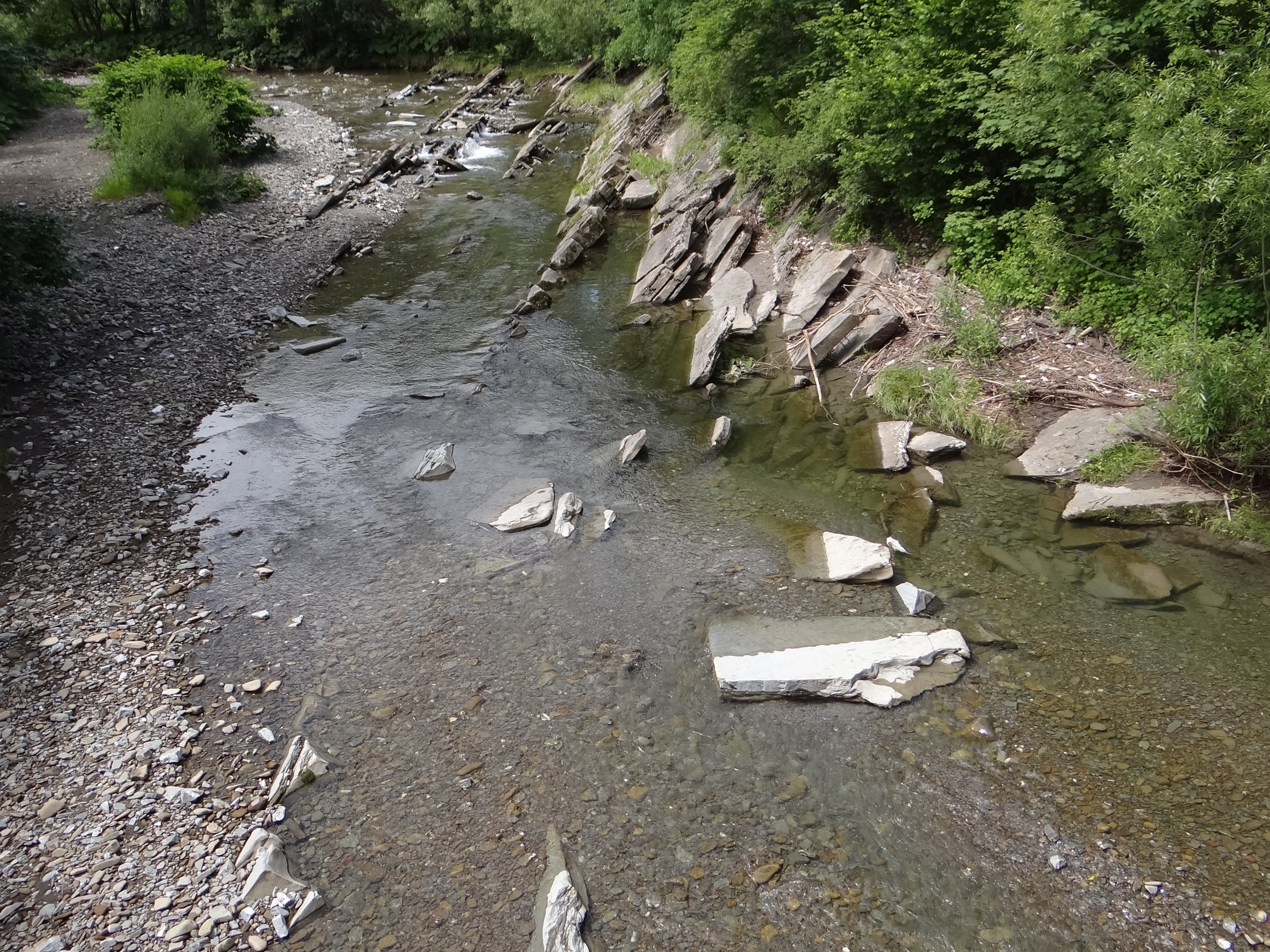